# 蒂尔豪普滕
蒂尔豪普滕是德国巴伐利亚州的一个市镇。总面积39.17平方公里，总人口3845人，其中男性1954人，女性1891人（2011年12月31日），人口密度98人/平方公里。